# 哈尔滨苏联红军英雄纪念碑

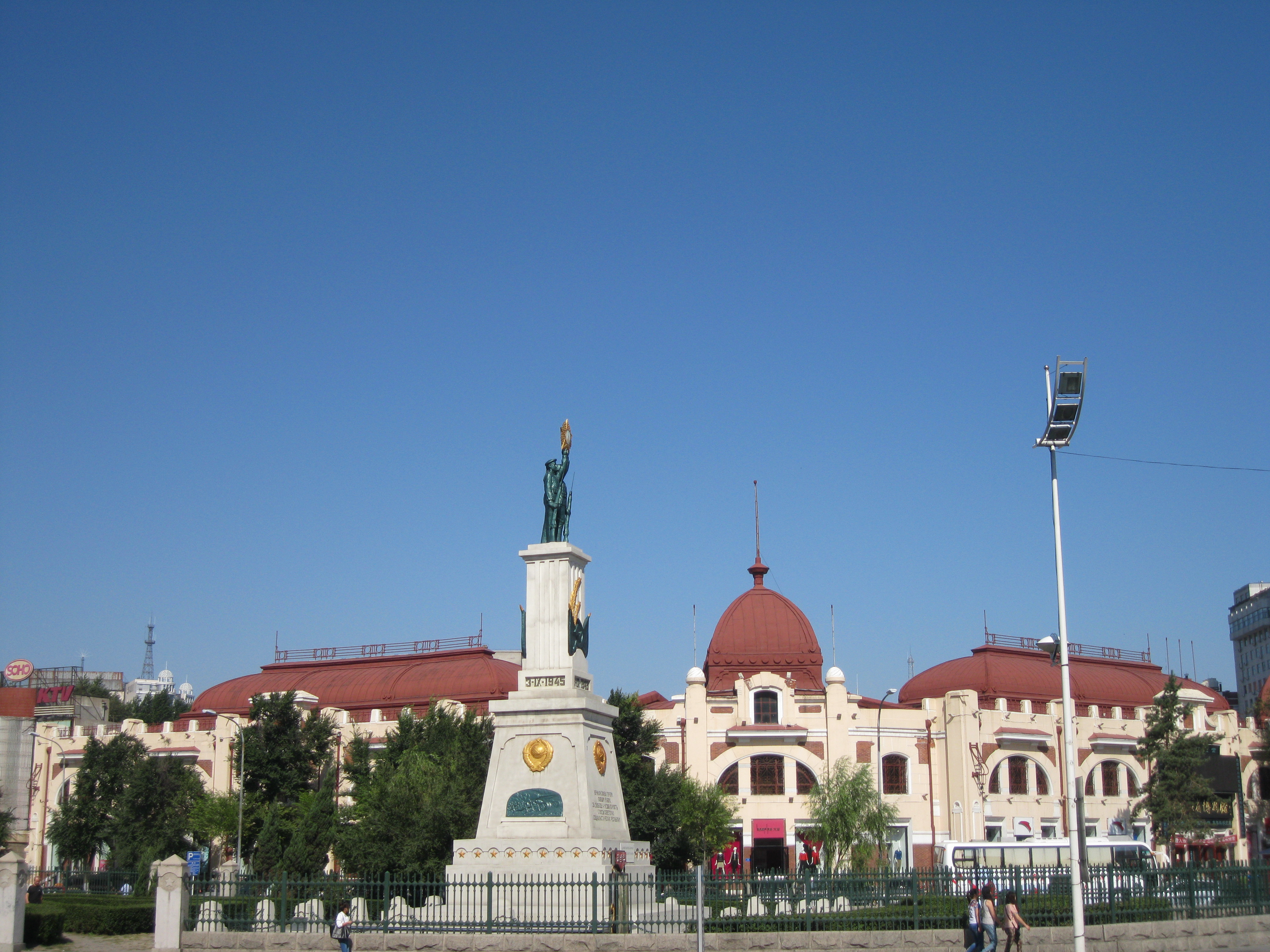
紀念碑周圍

哈尔滨苏联红军英雄纪念碑，是黑龍江省文物保護單位之一，位於黑龙江省哈尔滨市南岗区。1945年，蘇聯紅軍出兵中國東北地區，打敗關東軍，並為陣亡軍人建設紀念碑；此紀念碑在1945年8月開始修建，同年11月竣工。1997年時任俄羅斯總統葉利欽访问中国时曾为纪念碑獻上花圈。紀念碑的高度接近六層樓，由碑頂、上下兩部碑身及碑座構成，朝向東方，主體為白色。1999年，哈尔滨苏联红军英雄纪念碑列入第四批黑龍江省文物保護單位。

## 歷史
1945年，蘇聯紅軍出兵大日本帝國控制下的中國東北地區，打敗日本的關東軍，逾萬名蘇聯軍人陣亡；期間，蘇軍的工兵會在重大戰役後把殉國將士的遺體掩埋起來，建成墓地和紀念碑，中國不少北方城市均留有許多此類建築。其中，位於黑龍江哈爾濱南岗区博物馆广场西侧的纪念碑由苏军指挥部設立，在1945年8月開始修建，同年11月7日（十月革命28周年）完成，並举行典礼。
到了1960、70年代，中蘇關係因珍寶島事件而大幅惡化，有些象徵中蘇友誼的紀念碑受波及，  哈尔滨苏红英雄纪念碑曾被腳手架圍住；但是，在清明節和苏联卫国战争勝利日，蘇聯駐華使領館、中苏友好协会等單位都會在纪念碑前獻上花圈。中蘇關係恢復正常後，烈士紀念碑進行了修葺工程。1997年11月11日，時任俄罗斯总统鲍里斯·尼古拉耶维奇·叶利钦访问哈尔滨，期間在纪念碑前獻上花圈。2024年5月17日，俄罗斯总统普京访问哈尔滨，并向纪念碑献花，解放军三军仪仗队与十月革命红旗总统团礼兵同场执勤。
哈尔滨苏联红军英雄纪念碑在1995年成為哈尔滨市文物保护单位之一，並在1999年1月10日列入第四批黑龍江省文物保護單位，後又在2010年訂為哈尔滨市第四批一类历史建筑。2011年，纪念碑进行整体维修，碑上的雕塑和部分紀念字句重新鬆上油漆，地面的损坏部分亦全數更新。

## 結構
哈尔滨苏军英雄纪念碑由碑顶、上下两部碑身及碑座構成，高度接近六层楼；纪念碑朝向东方，主体为白色。碑頂有兩個真人大小的蘇聯紅軍和红海军战斗员雕塑，一人是戴上頭盔的陸軍士兵，另一人是身穿海魂衫的海軍兵員；他們一手握着落地的步槍，另外的手與對方一同舉起一枚五角星，象征戰爭胜利。碑身上部的两侧有麦穗、旗帜和鎚子鐮刀图案構成的浮雕，浮雕下方有「1945—IX—3」的字样（即1945年9月3日，此為第二次世界大战对日战争胜利纪念日）。碑身下部四面均塑有苏联国徽，南北两侧有描繪苏军作戰的浮雕；正面刻有兩段分別以俄語和中文寫成的碑文，俄語碑文意為「為蘇聯獨立自由而陣亡的英雄永垂不朽」，中文碑文則是「为中国的独立与自由，在解放东北作战中牺牲的苏军英雄们永垂不朽」。碑座以白色花岗岩砌成，四周設有以铁锁链连接的柱子；碑座正面左下方有一塊铜牌，記述纪念碑的由來。

## 參註